# Harmon Craig
Harmon Craig (* 15. März 1926 in New York City; † 14. März 2003 in La Jolla) war ein US-amerikanischer Geochemiker und Ozeanograph. Er wandte die Isotopenchemie auf viele geologische, ozeanographische und kosmochemische Probleme an.

## Leben und Werk
Craig studierte Geologie und Chemie an der University of Chicago (unterbrochen vom Dienst als Offizier in der US Navy im Zweiten Weltkrieg), an der er 1951 mit einer Arbeit über die Geochemie von Kohlenstoffisotopen bei Harold C. Urey promoviert wurde. Die Dissertation lieferte Beiträge zur Radiokohlenstoffdatierung, insbesondere durch Untersuchung der Variation von Kohlenstoff 13 zu 12. Danach war er am Enrico Fermi Institut der Universität Chicago, bis er 1955 auf Einladung von Roger Revelle an die Scripps Institution of Oceanography ging, an der er bis zum Ende seiner Karriere blieb. Er war dort Professor für Geochemie und Ozeanographie.
Er leistete frühe theoretische Beiträge zum Isotopen-Haushalt der Ozeane und dem Kohlendioxid-Haushalt von Ozeanen und Atmosphäre. Er war einer der Ersten, die Gasgehalte in Eiskernen untersuchten und untersuchte die Zunahme von Methan und Stickoxiden in der Atmosphäre durch Einwirkung des Menschen.
Ab 1970 war er auf Seiten der Scripss Institution Ko-Leiter des Geosecs (Geochemical ocean sections study) Programms der Scripps Institution, der Woods Hole Oceanographic Institution (Derek Spencer) und des Lamont-Doherty Earth Observatory (Wallace Broecker), mit dem die Chemie und Isotopen der Ozeane weltweit untersucht wurden und  die bis heute größte Menge an Daten zur Ozeanchemie gesammelt wurde.
Er entdeckte hydrothermale Quellen an geologisch aktiven Zonen auf dem Meeresboden durch Isotopenmessungen an der Oberfläche (Helium 3, Radon) sowie durch insgesamt 17 Tauchfahrten mit Alvin (DSV-2), unter anderem im Marianengraben. Er leitete insgesamt 28 ozeanographische Expeditionsfahrten, studierte aber auch geologisch aktive Zonen an Land zum Beispiel im ostafrikanischen Graben, dem Toten Meer, in Tibet, China und den Vulkaninseln und Vulkangebieten im Pazifik und am Indischen Ozean. Aus dem dort höheren Anteil von Helium 3 gegenüber Helium 4 identifizierte er weltweit sechzehn Hot Spots.
In Chicago untersuchte er mit Urey die isotopenchemische Zusammensetzung von Chondriten und fand, dass sie in zwei Gruppen zerfielen.

## Ehrungen und Mitgliedschaften
1987 erhielt er den Vetlesen-Preis und im selben Jahr den Arthur-L.-Day-Preis sowie 1983 die Arthur-L.-Day-Medaille. Er war Mitglied der National Academy of Sciences (1979) und der American Academy of Arts and Sciences (1976). 1998 erhielt er den Balzan-Preis, 1979 die V. M. Goldschmidt Medaille der Geochemical Society und 1982 den Special Creativity Award für Ozeanographie der National Science Foundation. Er war Ehrendoktor der Universität Paris und der Universität Chicago.